# Hans Jörgensen Samsö
Hans Jörgensen Samsö (* 10. November 1661 auf Samsø; † 1. März 1738 in Rudkøbing) war ein königlich dänischer Generalmajor und Chef des Oldenburger National Infanterie-Regiments.
Er diente sich hinauf zum Oberstleutnant im venetianischen Infanterie-Regiments Degenfeldt. 1698 nahm er seinen Abschied aus venetianischen Diensten. Er kam dann im Jahr 1702 als Freiwilliger zu den dänischen Hilfstruppen in Italien. Dort wurde er 1704 als Oberstleutnant in das 4. Dänische Infanterie-Regiment unter von Eyndten übernommen. Am 8. November 1704 wurde er zum Generaladjutanten des Korps ernannt. Bei den Kämpfen auf der Insel Schütt konnte er sich auszeichnen, dennoch wurde er erst am 13. Oktober 1705 etatmäßiger Oberstleutnant des 4. Dänische Infanterie-Regiments. Er hatte dann das Kommando bei den Kämpfen um das Dorf St. Benedicte in Siebenbürgen am 6. April 1706. Am 2. April 1709 wurde er dann auch wirklicher Oberstleutnant im Regiment. Im Herbst desselben Jahres kehrte das Regiment nach Dänemark zurück. Am 6. Juni 1710 wurde er zum wirklichen Oberst und Chef des Oldenburger National Infanterie-Regiments ernannt, am 11. Oktober 1728 wurde er zum Generalmajor ernannt. Im Jahr 1737 nahm er seinen Abschied und starb unverheiratet am 1. März 1738 in Rudkøbing.